# Васильев, Александр Степанович
Александр Степанович Васильев (12 декабря 1838 — после 1897)  — русский военный деятель, генерал-майор (1897), участник Русско-турецкой войны 1877—1878 годов.

## Биография
Родился 12 декабря 1838 года в семье потомственных дворян. Окончил Михайловское артиллерийское училище, из которого в 1862 году был выпущен в артиллерию прапорщиком. 
Участник подавления Польского восстания 1863—1864 годов. Капитан (1873).
Васильев участвовал в Русско-турецкой войне 1877—1878 годов в качестве офицера 4-й батареи 2-й артиллерийской бригады. Сражался в составе отряда генерал-майора Александра Имеретинского. Особо отличился при взятии Ловчи (Ловеча), за что был произведён в подполковники. Ещё раз отличился в ходе Третьего штурма Плевны, причём был дважды ранен. Был награждён орденом Святого Георгия IV степени и орденом Святого Владимира IV степени с мечами и бантом.
В 1883 году Васильев был произведён в полковники. Служил в конной артиллерии. Вышел в отставку в сентябре 1897 года с производством в генерал-майоры, мундиром и пенсией. 